# Френк Ґернсі (тенісист)
Френк Ґернсі (англ. Frank Guernsey; 19 січня 1917 — 20 березня 2008) — колишній американський тенісист.
Найвищим досягненням на турнірах Великого шолома був фінал в парному розряді.

## Фінали турнірів Великого шолома

### Парний розряд (1 поразка)
| Результат | Рік  | Турнір                     | Покриття | Партнер    | Суперники                   | Рахунок                   |
| --------- | ---- | -------------------------- | -------- | ---------- | --------------------------- | ------------------------- |
| Поразка   | 1946 | Національний чемпіонат США | Трава    | Дон Макніл | Гарднар Маллой Білл Талберт | 6–3, 4–6, 6–2, 3–6, 18–20 |